# Aeródromo de Iberia
Aeródromo de Iberia (IATA: IBP, OACI: SPBR) es un aeródromo que sirve Iberia en la región Madre de Dios del Perú. La ciudad se encuentra en la cuenca del Amazonas, a 18 kilómetros (11 millas) de la frontera peruana con Bolivia.

## Operaciones
La baliza no direccional de Iberia (Ident: OIE) se encuentra a 1 km (0,62 millas) al norte de la pista. La pista tiene una dimensión de 1350m x 18m. Tiene una resistencia de PCN 010FDXU.